# Guy Stéphane Essame
Guy Stéphane Essame (Douala, 25 de Novembro de 1984) é um futebolista camaronês, que atualmente defende o  Olimpia.

## Ligações Externas
- Perfil no Fora de Jogo (em português)